# Nicolò Maria Antonelli
Nicolò Maria Antonelli (Pergola, 8 luglio 1698 – Roma, 25 settembre 1767) è stato un cardinale e orientalista italiano.

## Biografia
Il conte Nicolò Maria Antonelli nacque a Pergola, nella Legazione di Urbino, l'8 luglio 1698, secondo dei tre figli di Francesco Antonelli e Lucrezia Tafani di Senigallia. Fu zio del conte cardinale Leonardo Antonelli a cui lasciò la sua famosa collezione di testi, incunaboli e libri antichi.
Iniziò i suoi studi al Collegio dei Nobili di Urbino e li proseguì a Roma nel Collegio Nazzareno, ove si perfezionò nelle lingue latina e greca. Passò poi nello studio del cardinale Carlo Agostino Fabroni, professore di diritto canonico e teologia. Divenne poi segretario ed aiutante di studio di monsignor von Harrach, uditore del Tribunale della Rota Romana. Contestualmente si distinse per le sue conoscenze dell'area medio-orientale, in particolare del mondo ebraico e di quello caldeo. Nel maggio 1730 fu nominato segretario di Propaganda Fide, da cui il soprannome "Papa Rosso", e direttore della stamperia di questa congregazione; in particolare si occupò della stampa di testi in lingue orientali. Nel marzo 1733 fu nominato prefetto dell'Archivio Segreto Vaticano e degli archivi di Castel Sant'Angelo. Nel 1741 fu nominato segretario della Congregazione per la correzione dei libri orientali. Nello stesso anno diventò membro della commissione per la riforma del breviario, incarico che lo tenne occupato per diversi anni. Dal 3 febbraio 1744 fino al 1757 fu segretario della Congregazione Concistoriale e del sacro collegio dei cardinali. Occupò altri posti nella Curia vaticana, nella quale era conosciuto per la sua vasta cultura e la sua brillante attività intellettuale.
Fu creato cardinale presbitero da papa Clemente XIII nel concistoro del 24 settembre 1759. Il 19 novembre 1759 ottenne il titolo cardinalizio dei Santi Nereo e Achilleo. Nel 1760 fu nominato prefetto della Congregazione delle Indulgenze e delle Reliquie e l'anno successivo della Congregazione per la correzione dei libri delle Chiese orientali. Suo è il merito di aver trasformato un castello della famiglia Antonelli in quello che diverrà il Palazzo Antonelli Castracani Augusti.
Morì il 25 settembre 1767 a Roma. I suoi resti riposano nella basilica di San Giovanni in Laterano nella seconda navata a sinistra.

## La Biblioteca Antonelliana
Studioso orientalista, Nicolò Maria Antonelli raccolse una vasta biblioteca, di manoscritti, incunaboli e volumi rari. In essa confluirono nel 1747 anche opere appartenute alla Biblioteca degli Ottoboni, formata nel 1690 da Pietro Vito Ottoboni (papa Alessandro VIII) con opere provenienti dalla vendita dalla vasta biblioteca costituita nel XVII secolo a Roma da Cristina di Svezia e quindi dal papa lasciata in eredità al nipote cardinale Pietro Ottoboni.
Alla morte di Nicolò Maria Antonelli, la biblioteca fu ereditata dal nipote Cardinale Leonardo Antonelli, che nel 1775 la collocò nella galleria del palazzo Pamphilj in piazza Navona a Roma, affidandola alle cure del bibliotecario Francesco Cancellieri.
Tra i manoscritti della biblioteca si conservava anche una copia del testo etiopico del Libro di Enoch, una delle primissime giunte in Europa. Il testo, di provenienza sconosciuta, fu identificato come tale nel 1775 dall'orientalista Agostino Antonio Giorgi, ma mai tradotto o pubblicato, fino a quando, dopo la morte di Leonardo Antonelli, Angelo Mai lo acquisì attorno al 1820 alla biblioteca Vaticana rendendolo per la prima volta disponibile alla ricerca internazionale.
Nel 1825, secondo quelle che erano state le volontà dello stesso Nicolò Maria Antonelli, la biblioteca fu trasferita a Senigallia a costituire la biblioteca comunale Antonelliana (tuttora attiva).

## Opere
Fra le sue opere:
- De Titulis, quos Evaristus Romani presbyteris distribuit Dissertatio, 1725
- Ragioni della sede Apostolica sopra il Ducato di Parma e Piacenza esposte a sovrani e principi dell'Europa, 1742
- Consultatio de commemoratione Romani Pontificis in pubblicis supplicationibus et sacrosanto Missae sacrificio apud Graecos, 1746
- (LA, HY) Giacomo di Nisibi, Sancti Patris Nostri Jacobi Episcopi Nisibeni Sermones: Cum Praefatione, Notis, & Dissertatione de Ascetis, a cura di Nicolò Maria Antonelli, Romae, Sacra Congregatio De Propaganda Fide, 1756. URL consultato il 26 agosto 2019.
- Vetus missale Romanum monasticum lateranense cum praefationibus, notis et appendice, Romae 1754